# Prášilské jezero
Prášilské jezero (něm. Stubenbacher See) je karové ledovcové jezero na Šumavě v České republice. Leží v nadmořské výšce 1080 m. Má rozlohu 3,7 ha. Je hluboké maximálně 15 m. Nachází se v ledovcovém karu a je hrazeno 9 m vysokým valem žulových balvanů a dvěma staršími morénovými valy.

## Pobřeží
Na hrázi je kamenný pomník studenta O. Kareise, který se tu utopil v roce 1927. Nad jezerem se vypíná hora Poledník, na níž byla v roce 1998 veřejnosti zpřístupněna rozhledna.

## Vodní režim
Voda z jezera odtéká Jezerním potokem do řeky Křemelné, a dále pak do Otavy, Vltavy a Labe.

## Flóra a fauna
V jezeře byl v roce 2019 objeven nálevník lahvenka velká, jde o první nález tohoto druhu v Česku. Flóra je typická pro tuto polohu a nadmořskou výšku, kolem jezera rostou borůvky, brusinky, jeřabiny, na svahu hory pak převážně jehličnaté stromy.

## Přístup
Pleso je přístupné pěšky po celý rok.
- Červená turistická značka z Prášil - 3,8 km.[2]
- Žlutá turistická značka,  zelená turistická značka a  červená turistická značka z Prášil - 4,6 km.[2]
- Žlutá turistická značka,  zelená turistická značka a  červená turistická značka ze Srní - 9,5 km.[3]
- Cyklotrasa č. 2113 z Modravy (17 km) nebo z Prášil (4,6 km)[4][2][5]

## Externí odkazy

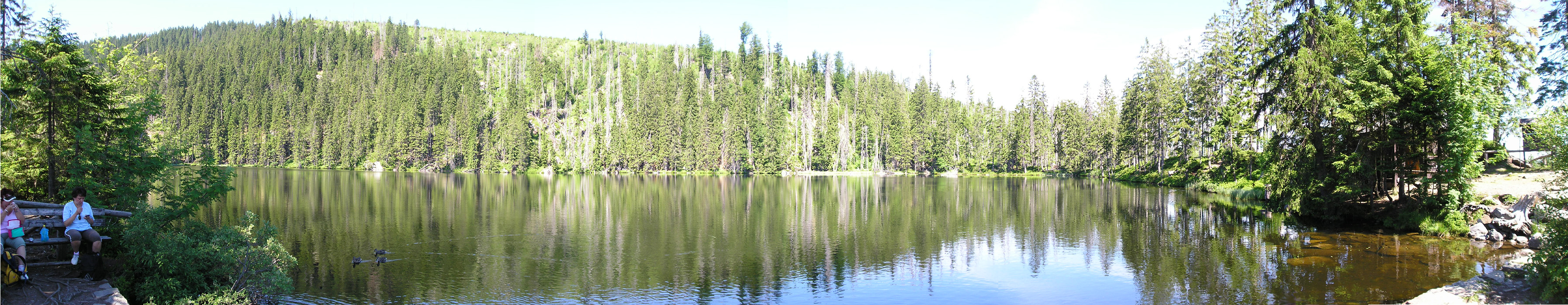
Panoramatický snímek Prášilského jezera